# Доња Пакленица
Доња Пакленица је насељено мјесто у граду Добој, Република Српска, БиХ. Према попису становништва из 2013. године, у насељу је живјело 488 становника.

## Становништво
| Демографија | Демографија | Демографија |
| Година      | Становника  | Становника  |
| ----------- | ----------- | ----------- |
| 1948.       | 250         |             |
| 1953.       | 400         |             |
| 1961.       | 200         |             |
| 1971.       | 700         |             |
| 1981.       | 800         |             |
| 1991.       | 762         |             |
| 2013.       | 488         |             |